# Ахтгейзен
Ахтгейзен (нід. Achthuizen) — село в нідерландській провінції Південна Голландія. Входить до муніципалітету Гуре-Оверфлакке.
Його площа становить 10,63 км², а населення станом на 2021 рік складало 1 075 осіб.

## Галерея

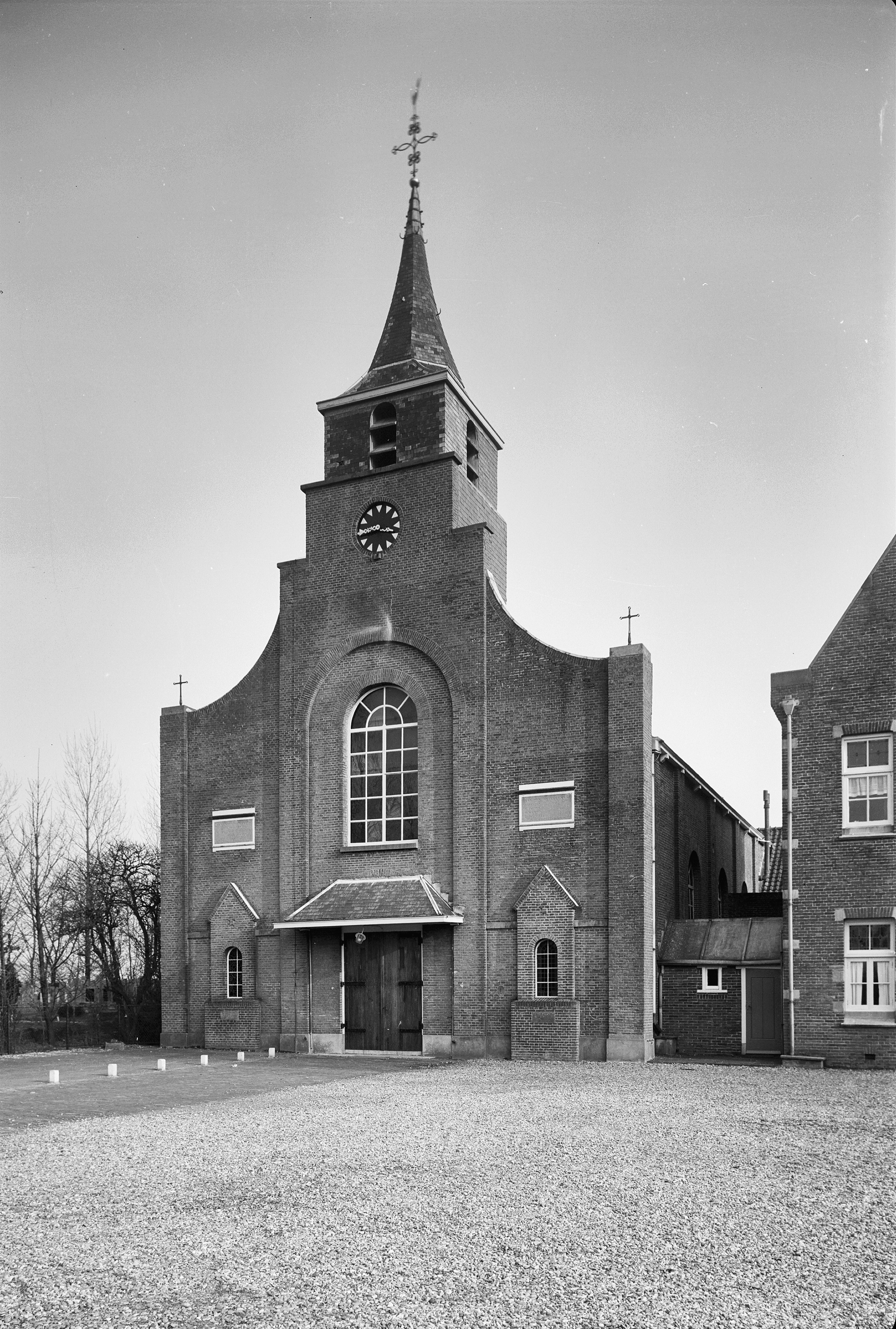
Церква у селі (1968)
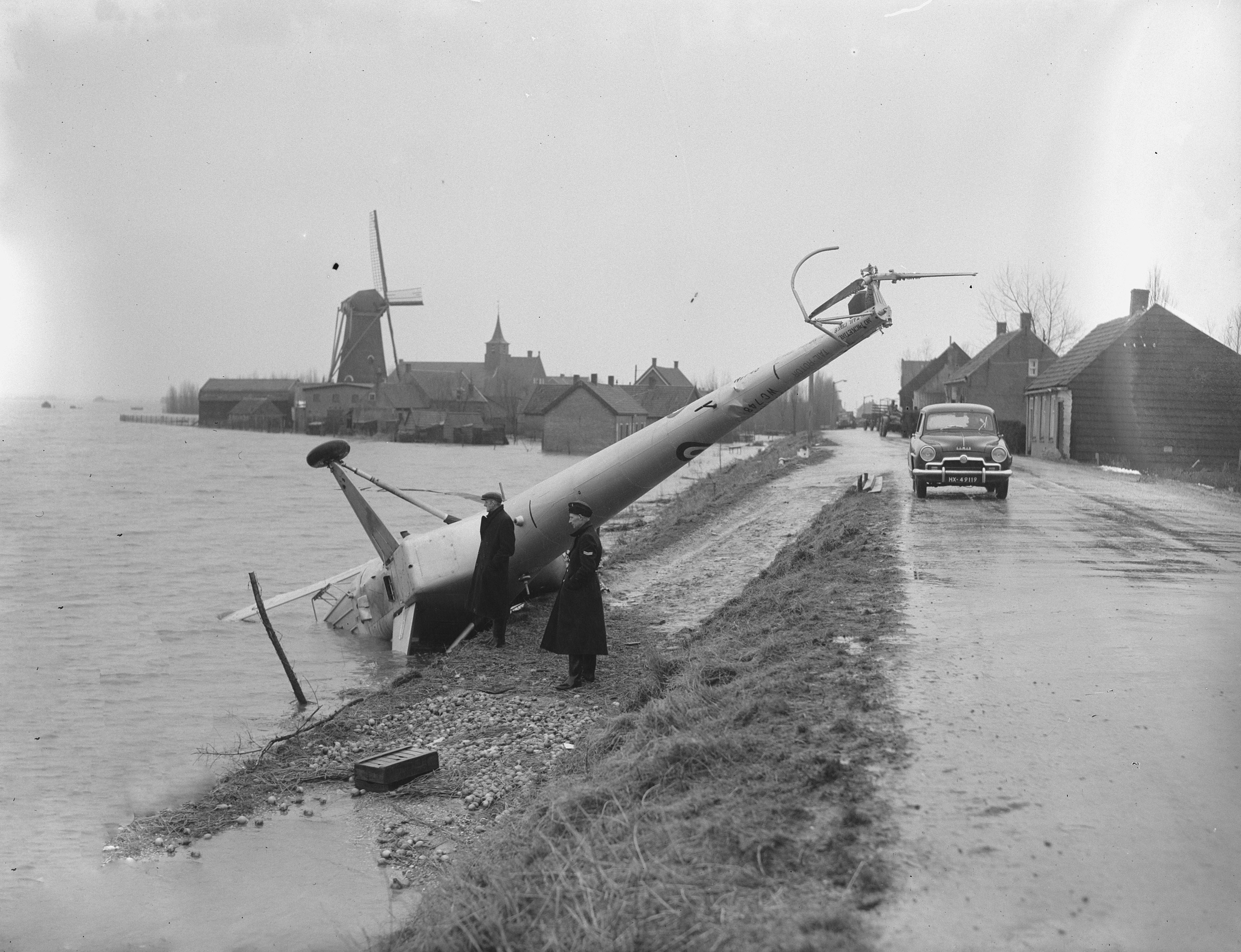
Троща гелікоптера (1953)